# Miguel de Oriol e Ybarra

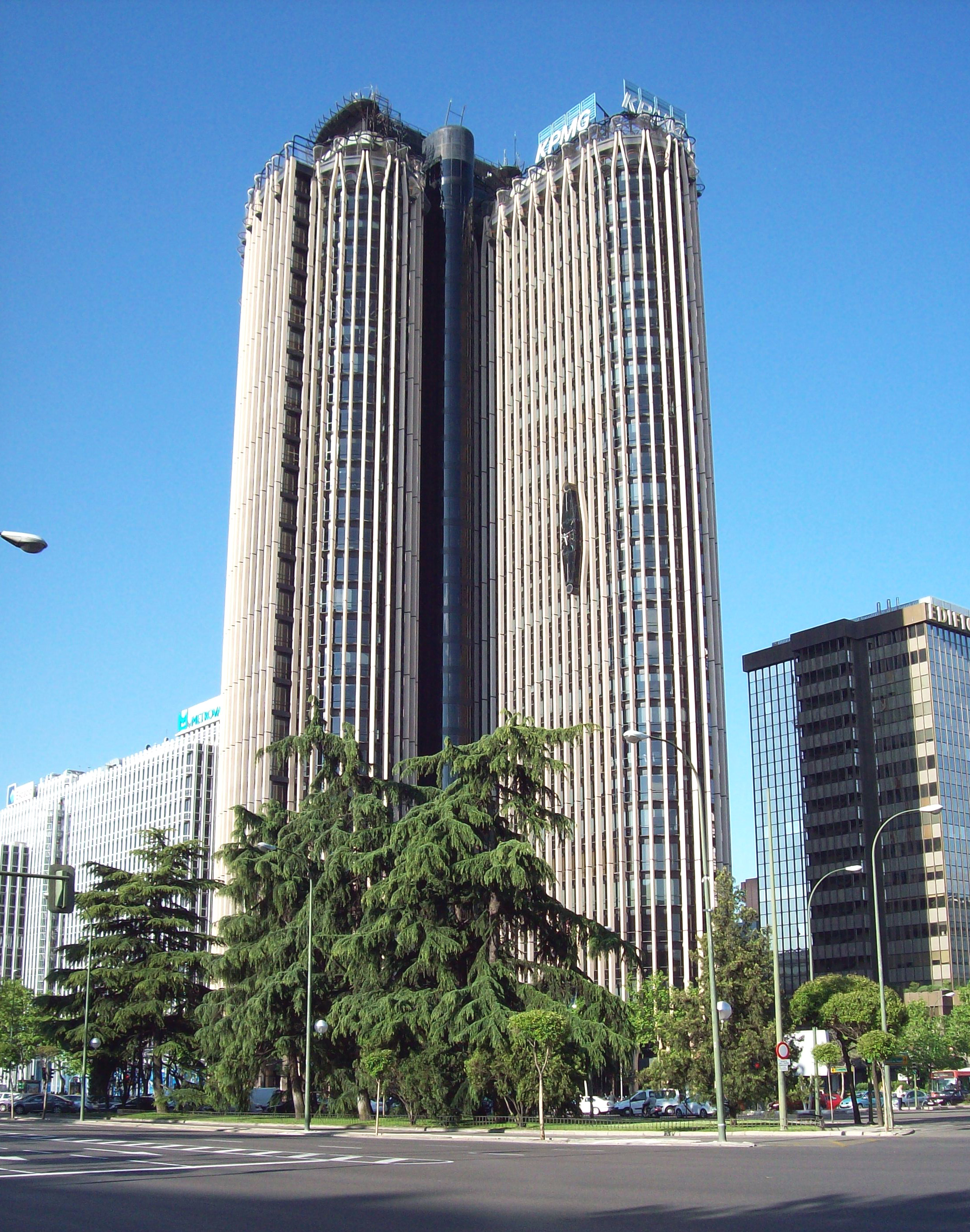
Torre Europa edificada entre 1974 y 1985 en AZCA, Madrid.

Miguel de Oriol e Ybarra (Madrid, 1 de noviembre de 1933 - Madrid, 4 de mayo de 2025) fue un arquitecto español. Su obra más conocida es la Torre Europa (1974) y en AZCA (1985) en Madrid. 

## Familia
Hijo de José María Oriol y nieto del fundador de Talgo, José Luis Oriol y Urigüen. Se casó en primeras nupcias con la decoradora, guionista y productora de televisión María del Carmen de Icaza y Zabálburu con la que tuvo cinco hijos: Miguel, Pedro, Mónica, María del Carmen y María Gracia. Estaba casado en segundas nupcias con Inés de Sarriera y Fernández de Muniain.

## Estudios
Cursa el bachillerato que culminó con Premio Extraordinario. Estudia Arquitectura en la Escuela Superior de Arquitectura de Madrid y obtiene sobresaliente en el Proyecto de Fin de Carrera en julio de 1959. Estudia Urbanismo en la Universidad de Yale. En 1964 obtiene el Doctorado en Madrid. En junio de 1990 es elegido Académico de Número de la Real Academia de Bellas Artes de San Fernando.
Entre otras actividades ha colaborado a lo largo de treinta años con sus artículos, en ABC y otros periódicos y revistas, además de ser el autor del libro “Ser Arquitecto” y de otras publicaciones. Fue ponente habitual en conferencias y mesas redondas.

## Obras
Sus obras más significativas en Madrid son la remodelación de la Plaza de Oriente, la construcción de la Torre Europa en AZCA, el edificio Eurocis (ocupa una manzana entera en el barrio de Salamanca), Escuela de Música Reina Sofía de la Fundación Albéniz dentro del entorno de la Plaza de Oriente, la reforma del Palacio Oriol para adaptarlo a hotel (2002), el pabellón del Vaticano en la Expo 92, la remodelación de la Casa de los Infantes (El Escorial), el Club de Golf La Moraleja, los barrios de La Rinconada, la ciudad residencial Club de Campo, para 5000 habitantes, en San Sebastián de los Reyes, el conjunto Rosa Luxemburgo en Aravaca para 5000 habitantes, y entre las que ha construido en el resto de España se destacan, la Universidad de San Sebastián, el Monasterio de Alcántara o La Residencia San Jaime en Estepona.
A comienzos del año 2000 diseñó un proyecto para soterrar la Gran Vía de Madrid para dotarla con jardines en superficie y más de 3000 plazas de aparcamiento.

## Premios
Entre los numerosos premios concedidos a sus obras, destacan:
- Primer premio del concurso restringido para la construcción del Edificio “Torre Europa”.
- Primer premio de arquitectura para la construcción de Eurocis.
- Premio ASPRIMA de Diseño de Edificio Singular
- Premio Nacional “SERCOMETAL” a las Construcciones Metálicas.
- Primer Premio del concurso restringido convocado por la Sociedad Española de Radiodifusión (SER).
- Premio del Excmo. Ayuntamiento de Madrid por la “Remodelación de la Plaza de Oriente”.
- Premio AIZPURUA a la mejor obra de arquitectura para Estudios Universitarios y Técnicos de Guipúzcoa (E.U.T.G.) en San Sebastián.
- Premio del Ayuntamiento de Navalcarnero por la “Plaza de Alonso de Arreo”.
- Primer premio para el proyecto de Aeródromo entre Navalcarnero y El Álamo (2009)
- Varios accésit: Concurso del “Diseño Técnico del Nuevo Área Terminal del Aeropuerto de Madrid-Barajas”, Paseo del Prado (Madrid), Elviria en Málaga, etc...